# یالمار بریمان
یالمار بریمان (سوئدی: Hjalmar Bergman؛ ‏ ۱۹ سپتامبر ۱۸۸۳ – ۱ ژانویهٔ ۱۹۳۱) نویسنده، فیلم‌نامه‌نویس و نمایشنامه‌نویس اهل سوئد بود.
از فیلم‌ها یا مجموعه‌های تلویزیونی که وی در آن‌ها نقش داشته است، می‌توان به مادربزرگ و پروردگارمان اشاره نمود.